# Арчиловка
Арчиловка — деревня в Старомайнском районе Ульяновской области России. Входит в состав Жедяевского сельского поселения.

## География
Деревня находится в северо-западной части Левобережья, в лесостепной зоне, в пределах Низкого Заволжья, к востоку от Куйбышевского водохранилища, на расстоянии примерно 10 километров (по прямой) к северо-востоку от посёлка городского типа Старая Майна, административного центра района.
Климат
Климат характеризуется как умеренно континентальный, с тёплым летом и умеренно холодной снежной зимой. Средняя температура воздуха самого тёплого месяца (июля) — 20 °C (абсолютный максимум — 39 °C); самого холодного (января) — −13,8 °C (абсолютный минимум — −47 °C). Продолжительность безморозного периода составляет в среднем 131 день. Среднегодовое количество атмосферных осадков составляет 406 мм. Снежный покров образуется в конце ноября и держится в течение 145 дней.
Часовой пояс
Деревня Арчиловка, как и вся Ульяновская область, находится в часовой зоне МСК+1. Смещение применяемого времени относительно UTC составляет +4:00.

## История
Деревня образовалась в середине XIX века, когда ротмистрша Глафира Ивановна Лихачева (в девичестве Панаева), расширяя имение своего покойного мужа, приобрела здесь земли и переселила на них крепостных из своей деревни Арчиловка Трёхозерской волости Спасского уезда Казанской губернии, для отличия от основной деревни выселок назвали Новой Арчиловкой, а в народе деревня вскоре получила и другое название – Безводовка. Это название подчеркивало то, что рядом с деревней не было реки или озера.
К 1859 году в деревне-выселке было 14 дворов и 111 жителей.
В 1910 году в Новой Арчиловке (Безводовке) было 33 двора и 276 жителей.
В 1929 году в деревне в 54 дворах жило  298 жителей.В 1930 году в Новой Арчиловке был образован колхоз «Власть труда».
В Великую Отечественную войну не вернулось 23 человек.
После войны название Новая Арчиловка практически не встречается, а деревня стала называется просто Арчиловка. 
В 1951 году колхоз «Власть Труда» был присоединен к колхозу «Красное Знамя» (Аристовка). 
С образованием Куйбышевского водохранилища дорога от райцентра до Арчиловки удлинилась почти в три раза, поэтому люди по возможности стали уезжать из деревни. К деревни были доприселены жители затапливаемых сёл Старая Грязнуха и Новая Грязнуха.
В 1982 году после ликвидации колхоза им. Карла Маркса (Волостниковка), куда последнее время относилась Арчиловская бригада, на базе Арчиловки возникло подсобное хозяйство завода «Комета». 
В 1987 году здесь построена школа, к деревне подведена асфальтированная дорога, были построены квартиры, свинарник, водопровод. За счет переселенцев увеличилась численность деревни.
В 1999 году в Арчиловке в 44 хозяйствах числилось 174 жителя. 

## Население
| 2010 |
| ---- |
| 134  |

Национальный состав
Согласно результатам переписи 2002 года, в национальной структуре населения русские составляли 66 % из 148 чел.